# Eragrostideae
Eragrostideae je tribus trajnica i jednogodišnjeg bilja iz porodice trava, dio potporodice Chloridoideae. Tribus je opisan 1898.

## Podtribusi
1. Subtribus Cotteinae Reeder
  1. Cottea Kunth (1 sp.)
  2. Enneapogon Desv. ex P. Beauv. (29 spp.)
  3. Kaokochloa De Winter (1 sp.)
  4. Schmidtia Steud. (2 spp.)
2. Subtribus Eragrostidinae J. Presl
  1. Cladoraphis Franch. (2 spp.)
  2. Eragrostis Wolf (433 spp.) (sin. Acamptoclados, Catalepis, Diandrochloa, Ectrosia, Ectrosiopsis, Harpachne, Heterachne, Neeragrostis, Planichloa, Pogonarthria, Psammagrostis, Viguierella)
  3. Richardsiella
  4. Steirachne
  5. Stiburus (sin. Triphlebia)
3. Subtribus Unioliinae Clayton
  1. Fingerhuthia Nees ex Lehm. (2 spp.)
  2. Entoplocamia Stapf (1 sp.)
  3. Tetrachne Nees (1 sp.)
  4. Uniola L. (5 spp.)
  5. Tetrachaete Chiov. (1)